# Los Palacios y Villafranca
Los Palacios y Villafranca es un municipio español de la provincia de Sevilla, en la comunidad autónoma de Andalucía. Cuenta con una población de 38 757 habitantes (INE 2024). El término cuenta, además del núcleo principal, con tres pedanías directamente relacionadas con la actividad agrícola: los poblados de colonización de El Trobal, Maribáñez y Los Chapatales, surgidos en 1970.

## Símbolos
Escudo

Escudo heráldico utilizado por el Ayuntamiento

El escudo heráldico municipal fue aprobado el 11 de diciembre de 2008 y publicado en el Boletín Oficial de la Junta de Andalucía el 29 de diciembre del mismo año. Su descripción la siguiente:

Escudo cortado en tres campos horizontales, delimitados por franjas de plata. El jefe acoge, en campo de gules, una res; en la central, en campo de azur, estrechan sus manos los alcaldes de Villafranca de la Marisma y Los Palacios, en torno al árbol olivo y vid de sinople; y en la baja o campaña, sobre campo de oro, la leyenda «LA UNIÓN». Bordura de plata con la inscripción en sable «LOS PALACIOS Y VILLAFRANCA». Al timbre, corona real abierta.

Bandera
La bandera fue aprobada y publicada al mismo tiempo que el escudo y presenta la siguiente descripción:

Rectangular, dividida horizontalmente en tres franjas de igual anchura de color roja la superior, azul la central y amarilla la inferior con el escudo municipal en el centro del paño.

## Geografía

Imagen satelital del entorno de Los Palacios y Villafranca.

El municipio de Los Palacios y Villafranca se localiza en el cuadrante suroccidental de la provincia de Sevilla, perteneciendo a la comarca del Bajo Guadalquivir, al partido judicial de Utrera y al área metropolitana de Sevilla.
El municipio tiene una superficie de 109,47 km² y tiene una densidad de 368,42 hab/km². Sus coordenadas geográficas son 37°09′30″N 5°55′28″O / 37.15833, -5.92444. Se encuentra situada a una altitud de 8 m sobre el nivel del mar y se sitúa a 22 km de distancia de Sevilla capital. El término municipal está atravesado por la autopista del Sur (AP-4), por la carretera N-IV entre los pK 563 y 575 y por la carretera A-362, que permite la comunicación con Utrera. 
El relieve del municipio es prácticamente llano al formar parte de las Marismas del Guadalquivir por la margen izquierda del río. Está integrado en el Paraje Natural Brazo del Este y cuenta con otras zonas protegidas como el humedal Cerro de las Cigüeñas, la laguna de las Mejoradas o el humedal del Pantano. La altitud sobre el nivel del mar oscila entre los 32 m y los 5 m al suroeste, en plenas marismas. 
| Noroeste: Dos Hermanas       | Norte: Dos Hermanas y Alcalá de Guadaíra | Noreste: Utrera |
| Oeste: Dos Hermanas y Utrera |                                          | Este: Utrera    |
| Suroeste: Utrera             | Sur: Utrera                              | Sureste: Utrera |

## Historia

### Los Palacios
Según algunas fuentes, la historia de Los Palacios se remonta hasta la época romana. Se piensa que existía en esta zona un núcleo de población llamado Searus, que posteriormente fue rebautizado por los romanos como Searotinus. Siendo villa romana, Searotinus tenía derecho a acuñar moneda. Numerosos restos de cerámica, cimentaciones de edificios, restos de columnas, monedas, y hasta sepulcros con restos humanos, hacen creer en la veracidad de la hipótesis de la existencia de esta población.
Durante la dominación musulmana el asentamiento fue conocido como Serotín o Saracatín, transformándose con el tiempo en Seracatín o Saracatino, siendo posiblemente lugar de paso y de reposo para los viajeros que seguían la antigua ruta que unía el puerto de Gades con Hispalis. En esta época debió existir un pequeño castillo árabe, llamado Al-mudeyns ("pequeña aldea"), el cual será conquistado por Fernando III a mediados del siglo XIII. Posteriormente, la villa pierde su carácter militar y es abandonada, convirtiéndose en territorio ganadero y de caza.
A mediados del siglo XIV, Pedro I el Cruel manda construir en esta zona una casa-palacio (La Atalayuela) sobre los restos del antiguo castillo árabe, como residencia durante las temporadas de montería. Este es el origen del nombre de la localidad. A principios del siglo XV, la propiedad pasa a pertenecer a los duques de Arcos, dejando de ser palacio real para convertirse en un pequeño asentamiento rural.
El asentamiento de Los Palacios ocupaba una pequeña colina limitada al sur por los terrenos inundables y por el canal del Caño de la Vera, al norte por el desaparecido arroyo de la Raya, y al oeste por las tierras bajas de las marismas. El desarrollo urbano posterior se va a producir hacia el este, siguiendo el camino de Utrera.
Los Palacios era un pueblo sin término municipal, quedaba delimitado por la canaletas de sus casas. Rodeado completamente por Villafranca de la Marisma.

### Villafranca de la Marisma
De forma paralela, la localidad de Villafranca de la Marisma es fundada por el rey Alfonso XI, y entregada a Diego López de Arnedo en 1330. Esta villa no será reintegrada a la Corona hasta finales del siglo XVII, durante el reinado de Carlos II.
En los siglos XIV y XV, Villafranca de la Marisma dependería de Los Palacios, constituyendo un asentamiento disperso, ocupado por pastores dedicados a la cría caballar, que plantarían sus chozas en la falda soleada que desciende suavemente hacia el arroyo de la Raya, la divisoria histórica de los dos asentamientos. En el siglo XVII, Los Palacios ocuparía la colina originaria como asentamiento urbano, estando totalmente rodeado por el territorio de Villafranca.
Las dos localidades se funden en un solo Ayuntamiento constitucional en 1836, pasando a denominarse Villafranca y Los Palacios, nombre que se mantendría hasta 1987, donde por razones de orden de nombre de pueblos, deciden poner primero Los Palacios, siendo pues, Los Palacios y Villafranca, en vez del anterior que era por orden de antigüedad de las villas. La unión de los dos núcleos se materializa en la conformación de un eje urbano transversal, formado por la plaza de España y las calles Husillo Real, Charco y Blas Infante, y situado sobre el antiguo cauce que había constituido la divisoria natural de ambos asentamientos. También se potencia el eje norte-sur, prolongando la actual calle Nuestra Señora de la Aurora en la Real de Villafranca y San Sebastián. El núcleo histórico central de Los Palacios, los ejes norte-sur y este-oeste y la carretera Sevilla-Cádiz han sido los elementos estructurantes de la trama urbana hasta mediados del siglo XX.
En los últimos años, el crecimiento urbano ha sido muy importante y la expansión se ha producido hacia el este, sobre la carretera de Utrera (SE-422), hacia el oeste y hacia el norte, en dirección a Sevilla. Este proceso se realiza por transformación simple del parcelario agrícola, sobre todo a base de edificaciones marginales, de autoconstrucción, que el Ayuntamiento ha urbanizado posteriormente. También han surgido nuevas barriadas municipales y de protección oficial (San José Obrero, Virgen de Araceli, Las Flores, La Arboleda, Virgen del Rocío). En los nuevos desarrollos dominan las manzanas alargadas y regulares, orientadas sobre todo de este a oeste y de norte a sur. El crecimiento septentrional tiene una trama urbana ligeramente más irregular que el sector oriental.
La travesía de la carretera N-IV ha dividido históricamente el núcleo urbano en dos sectores (occidental y oriental), aunque recientemente se construyó una variante de la misma en 1996 al oeste de la localidad. Por el contrario, la autopista AP-4 Sevilla-Cádiz desarrolla su trazado al este de Los Palacios. El canal del Caño de la Vera supone otra barrera al crecimiento urbano por el sur, ahora la ciudad se extiende hacia Sevilla, al norte.

## Demografía
Los Palacios y Villafranca cuenta con una población de 38 757 habitantes (INE 2024).

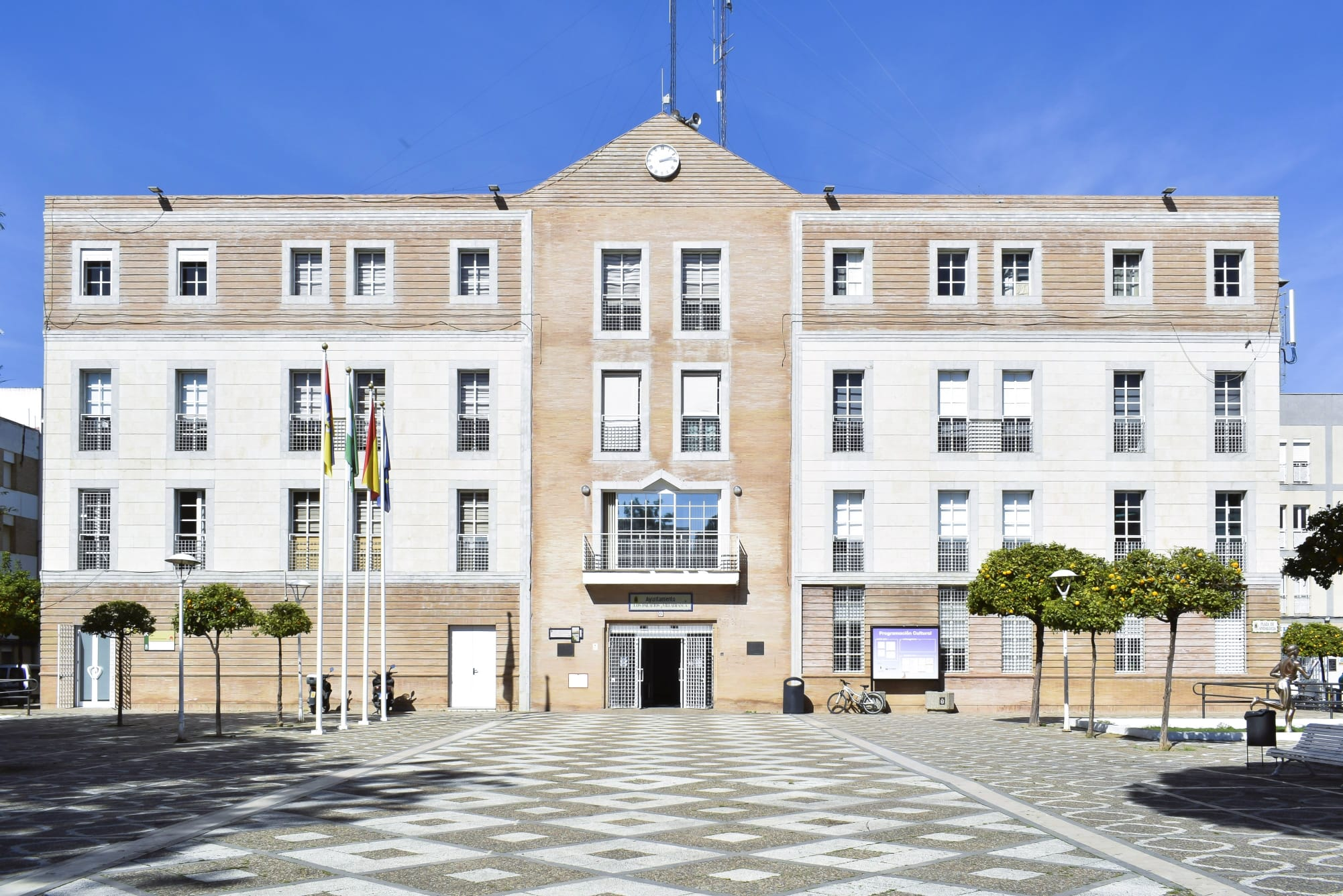
Ayuntamiento de la localidad

| Gráfica de evolución demográfica de Los Palacios y Villafranca entre 1842 y 2021 |
| |
| Población de derecho según los censos de población del INE Población de hecho según los censos de población del INEEn estos censos se denominaba Villafranca y Los Palacios: 1842 y 1857 |

| Núcleos                    | Habitantes (2014) | Varones | Mujeres |
| -------------------------- | ----------------- | ------- | ------- |
| El Trobal                  | 407               |         |         |
| Los Chapatales             | 366               | 194     | 172     |
| Los Palacios y Villafranca | 35 581            | 17 878  | 17 703  |
| Maribáñez                  | 2500              |         |         |

## Administración y política

### Gobierno municipal
| Partido político                                         | 2023  | 2023  | 2023       | 2019  | 2019  | 2019       | 2015  | 2015   | 2015       | 2011  | 2011  | 2011       | 2007  | 2007   | 2007       |
| Partido político                                         | %     | Votos | Concejales | %     | Votos | Concejales | %     | Votos  | Concejales | %     | Votos | Concejales | %     | Votos  | Concejales |
| Con Andalucía-Adelante-Izquierda Unida (IU)              | 49,23 | 9371  | 11         | 48,61 | 9093  | 11         | 54,11 | 10 340 | 12         | 33,42 | 7418  | 7          | 21,20 | 4044   | 4          |
| Partido Popular de Andalucía (PP)                        | 29,51 | 5617  | 7          | 13,27 | 2483  | 3          | 16,95 | 3239   | 3          | 27,37 | 6075  | 6          | 10,41 | 1986   | 2          |
| Partido Socialista Obrero Español de Andalucía (PSOE-A)  | 14,54 | 2769  | 3          | 21,05 | 3938  | 5          | 14,11 | 2697   | 3          | 28,73 | 6377  | 6          | 55,79 | 10 644 | 13         |
| Alternativa Local (ALO)                                  | —     | —     | —          | 8,81  | 1648  | 2          | —     | —      | —          | —     | —     | —          | —     | —      | —          |
| Partido Andalucista (PA)-Espacio Plural Andaluz (EP-And) | —     | —     | —          | —     | —     | —          | 13,65 | 2608   | 3          | 9,04  | 2007  | 2          | 11,03 | 2104   | 2          |

### Evolución de la deuda viva municipal
El concepto de deuda viva contempla sólo las deudas con cajas y bancos relativas a créditos financieros, valores de renta fija y préstamos o créditos transferidos a terceros, excluyéndose, por tanto, la deuda comercial. La deuda viva municipal por habitante en 2014 ascendía a 1054,58 €.
| Gráfica de evolución de la deuda viva del Ayuntamiento de Los Palacios y Villafranca entre 2008 y 2023               |
| |
| Deuda viva del Ayuntamiento de Los Palacios y Villafranca, en miles de euros, según datos del Ministerio de Hacienda |

## Cultura

### Patrimonio

#### Arquitectura religiosa
- Parroquia Mayor de Santa María la Blanca

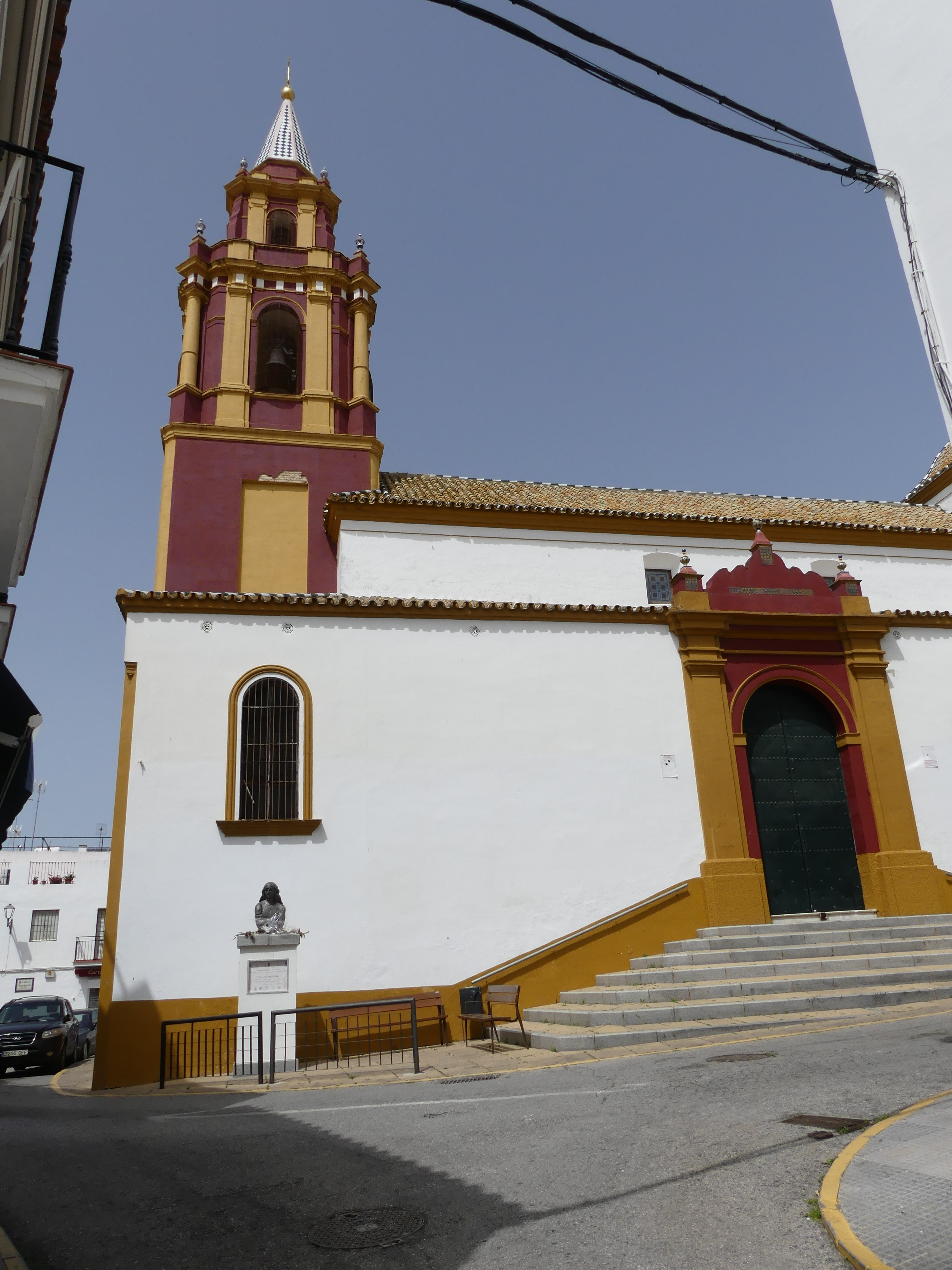
Parroquia Santa María La Blanca, símbolo del municipio ubicado en la parte alta de la localidad

La iglesia fue levantada en el siglo XV a cargo del Ducado de Arcos, que ostentaba el señorío de la villa de Los Palacios. Los Ponce de León sentían una gran devoción hacia la Virgen de las Nieves, patrona de su localidad, por esta razón consagraron al templo de Los Palacios a esta advocación mariana. Destaca en su interior el órgano, construido por Francisco de Ortiguez en 1747. En el 2001 el escultor y restaurador palaciego Juan Manuel Martín reconstruyó la antigua custodia de madera del siglo XVII, convirtiéndola en un templete que procesiona en el corpus, albergando una imagen del Niño Jesús.
La iglesia es de estilo barroco con diversas aportaciones neoclásicas. Lo más destacado del templo parroquial es su retablo mayor, obra del maestro pintor flamenco Pablo Legot y datado en el siglo XVII (1631-36). Sobresalen los tres lienzos que lo componen: el central que representa “La adoración de los pastores” y los laterales que contienen los dos Santos Juanes, el Bautista y el Evangelista. El primitivo retablo debió ser alterado en 1712 y definitivamente reconstruido en 1865.
Las imágenes más significativas que acoge este templo son:
- María Santísima Nuestra Señora de las Nieves Coronada, Patrona y Alcaldesa Honoraria y Perpetua de la localidad. Se trata de una imagen de candelero de aproximadamente 110 cm de altura, que porta al Niño Jesús en su brazo izquierdo. En 1996, en la conmemoración del bicentenario de su hechura original (1796) recibió la primera Medalla de Oro de la Villa concedida por el Excelentísimo Ayuntamiento. También le fue concedido el título de Alcaldesa Honoraria y Perpetua de la localidad en la misma ceremonia, hecho simbolizado con la entrega del bastón de mando por parte del entonces alcalde del municipio, D. Emilio Amuedo. En fechas más recientes, el historiador local Julio Mayo documentó la restauración de la imagen por Gabriel de Astorga y Miranda en 1864. El 12 de octubre de 2023, como reconocimiento a su devoción centenaria, las imágenes del Niño y la Virgen fueron coronadas canónicamente por el Arzobispo de Sevilla, D. José Ángel Saiz Meneses durante una solemne misa estacional a las puertas del ayuntamiento. De este modo se convirtió en la primera advocación de la localidad en recibir este reconocimiento eclesiástico. El acto culminó con una histórica procesión por las calles del centro urbano, completamente engalanadas para la ocasión. Sus fiestas se celebran anualmente en torno al 5 de agosto, día de su onomástica, que se conmemora con la Función Principal de Instituto por la mañana y la procesión gloriosa al caer la noche. Es esta celebración el origen de la feria de la localidad, que actualmente se organiza a finales de septiembre.
- Ntra. Sra. del Rosario, imagen de candelero para ser vestida del siglo XVIII, que posee una excelente policromía.
- Stmo. Cristo de la Salud, imagen de Cristo crucificado de tamaño algo menor al natural, fechable en el siglo XVII.
- San José, imagen tallada en madera correspondiente a la escuela barroca sevillana de finales del siglo XVIII.
- La Purísima Concepción, imagen de talla en madera estofada con origen en el siglo XVII.

- Capilla de San Sebastián

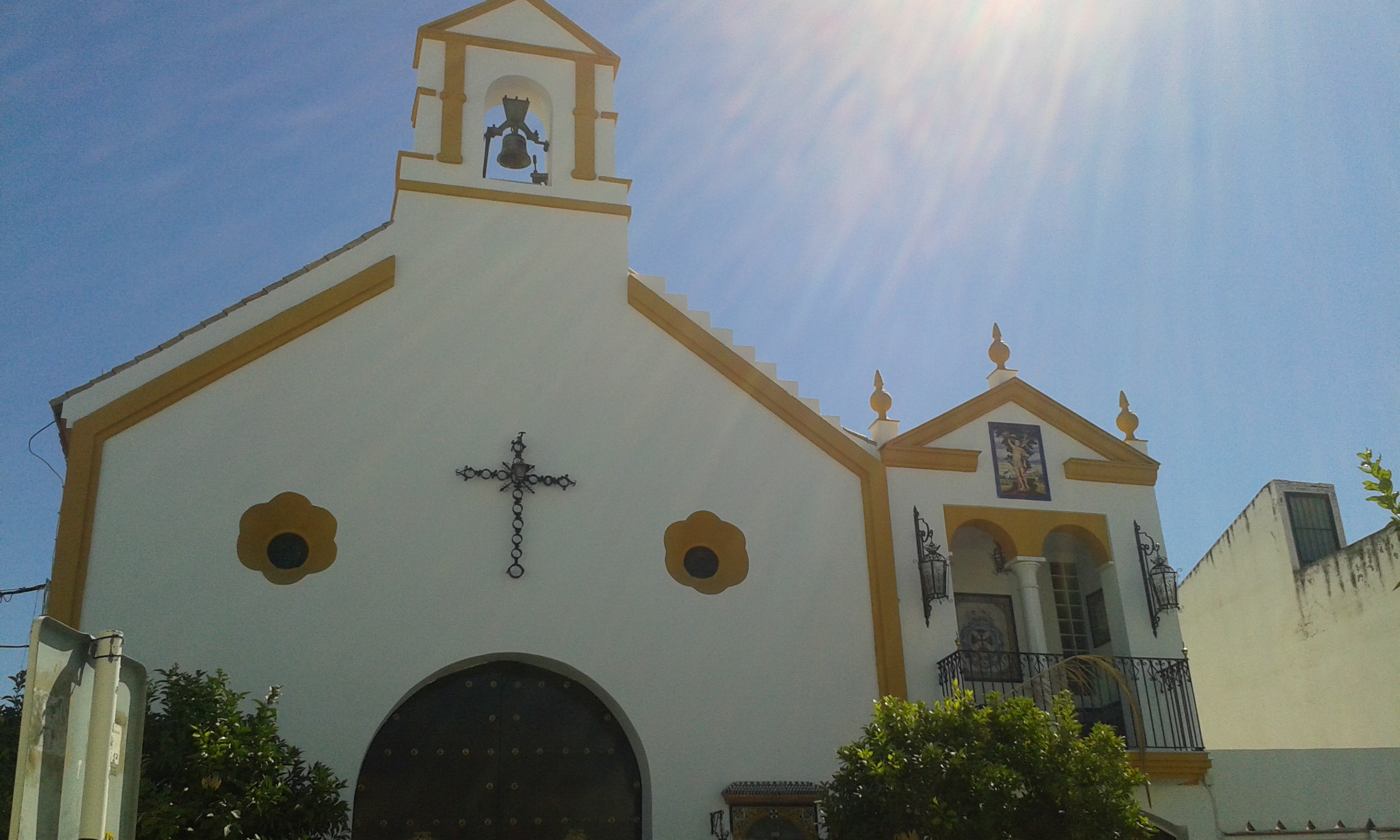
Capilla de San Sebastián.

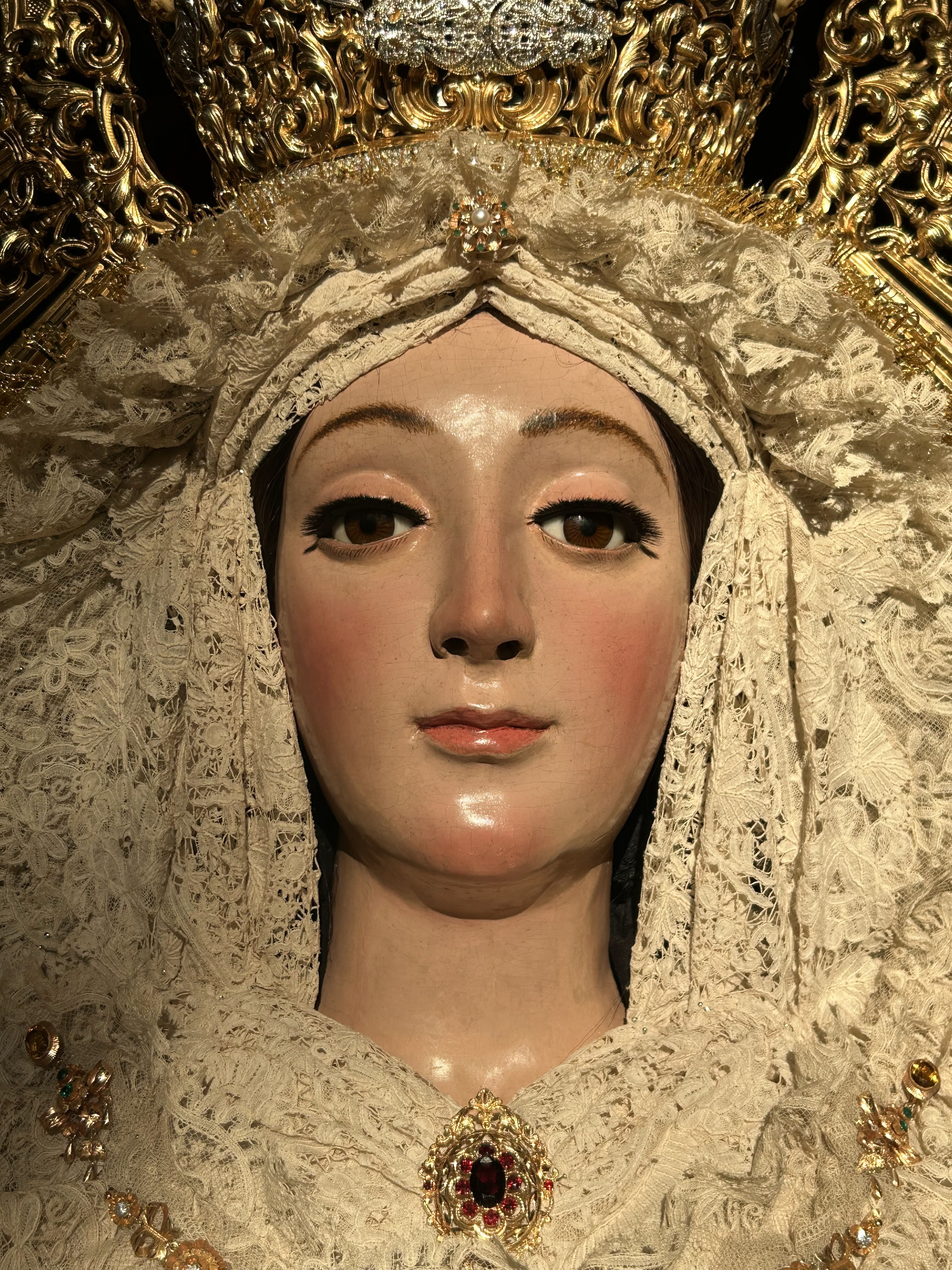
Rostro de la Virgen de Los Remedios, Los Palacios y Villafranca (Sevilla). Obra anónima del.

Construida al principio del siglo XVI, esta única iglesia de Villafranca de la Marisma siempre fue presidida por las grandes devociones del pueblo más humilde de ambos: 
Mártir romano San Sebastián y María Santísima de los Remedios, devoción que sentían como Patrona y Protectora a la que se encomendaban y pedían protección ante epidemias y calamidades, siendo común sus salidas en rogativas a lo largo de los siglos. El pueblo nunca consiguió sus objetivos religiosos por los intereses del clero y nobleza del pueblo vecino de Los Palacios, por ello la Virgen nunca llegó a ser reconocida eclesiásticamente como Patrona). Ambas esculturas son anónimas del siglo XVI. 
En esta antigua capilla se fundó, en 1566, la Hermandad de la Santa Vera Cruz, que actualmente tiene como titulares al Santísimo Cristo de la Vera Cruz (Castillo Lastrucci), Nuestro Padre Jesús Cautivo (Juan Manuel Miñarro) y la Virgen de Los Remedios (Anónima, siglo XVI), la gran devoción mariana de Los Palacios y Villafranca. Se trata de la institución viva más antigua de Los Palacios y Villafranca, en 2016 celebró el 450 Aniversario Fundacional con una Salida Extraordinaria de la Virgen por todo el pueblo.
En la capilla de edificación sencilla, destaca su artesonado o la talla barroca de San Miguel Arcángel, cuya autoría se atribuye al círculo de Pedro Roldán. Entre 2007 y 2014 se realiza un nuevo retablo mayor con camarín para la Virgen de los Remedios, ejecutado por los Hermanos Caballero. 
El 22 de septiembre de 2002 el Ayuntamiento concedió a la Virgen más antigua del pueblo la Medalla de oro de la Villa, con motivo de la conmemoración del V Centenario de la fundación del pueblo de Villafranca de la Marisma (La imagen efectuó una salida procesional extraordinaria.
El templo ha sido restaurado en diversas ocasiones en los últimos años para reparar su cubierta y fortalecer su estructura. La última tuvo lugar en 2005 para construir un coro y ampliar la casa hermandad, que fue inaugurada en enero de 2006.
- Capilla de la Aurora

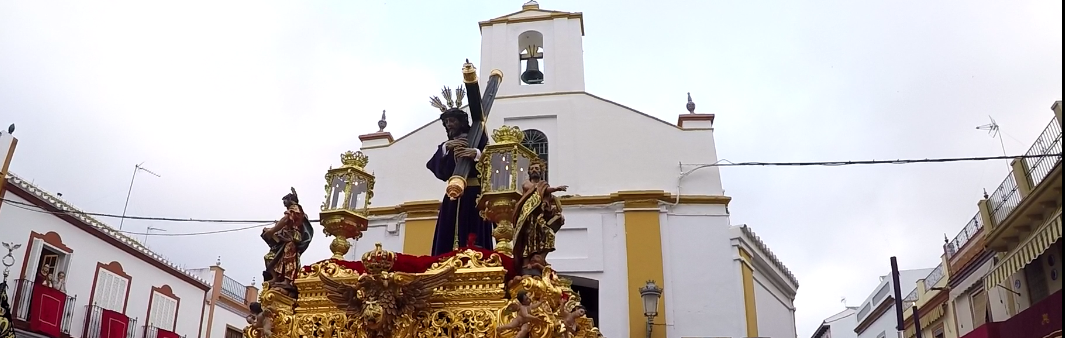
Fachada de la capilla de Ntra. Sra. de la Aurora durante la procesión de Ntro. Padre Jesús del Gran Poder

Data del siglo XVIII, construcción de estilo popular, aunque con claras connotaciones neoclásicas. Su planta es de cruz latina con una sola nave abovedada y cúpula de media naranja. El altar mayor está presidido por la imagen de Nuestra Señora de la Asunción, llamada popularmente Virgen de la Aurora. Sus imágenes son: Nuestro Padre Jesús del Gran Poder (poseedor de la segunda medalla de oro de la villa)
Otras figuras que contiene la iglesia en veneración son la Virgen María Santísima de la Soledad y San Juan Evangelista.
- Parroquia del Sagrado Corazón de Jesús

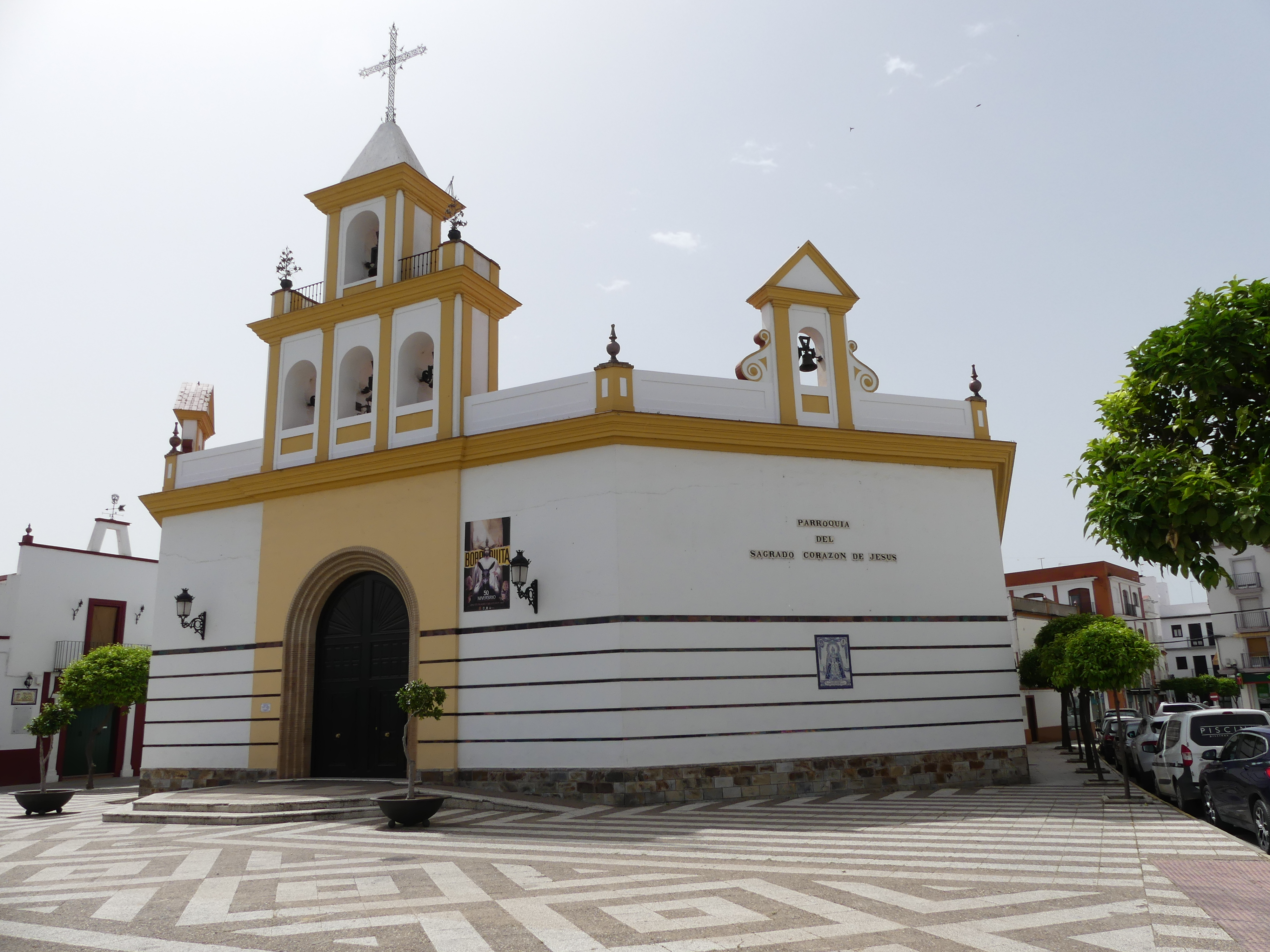
Parroquia del Sagrado Corazón de Jesús.

Templo construido a inicios de la década de 1990, bendecida e inaugurada por Carlos Amigo Vallejo, arzobispo de Sevilla, en mayo de 1992. El diseño arquitectónico corresponde al arquitecto sevillano Manuel Álvarez Pérez.
- Capilla Servita

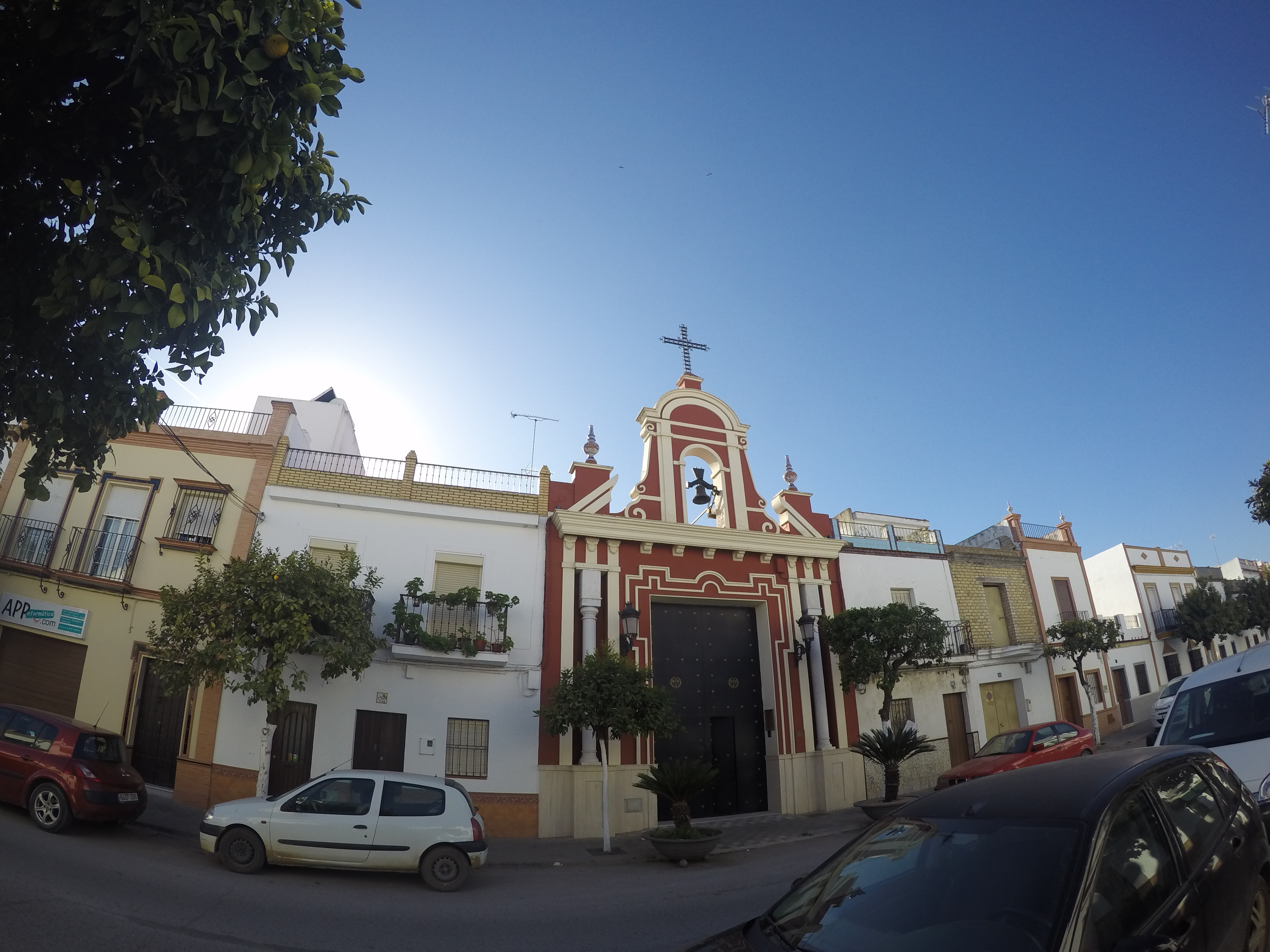
Capilla Hermandad Servita ubicada en la calle Abajo, donde el Viernes Santo por la tarde salen procesiones, desde 1994

Construcción de finales de los años noventa del siglo XX. Fue restaurada tras un incendio accidental ocurrido en 2001 que destruyó el Altar Mayor y causó graves daños a la imagen más antigua de Los Palacios, el Cristo de la Misericordia, que ocupaba este altar en función principal. Esta imagen ha sido totalmente restaurada gracias al trabajo de reconstrucción que durante dos años realizó el profesor de Bellas Artes, restaurador y escultor Juan Manuel Miñarro. En la capilla junto al titular cristífero se encuentra la titular mariana Ntra. Sra. de los Dolores, talla anónima de la segunda mitad del siglo XVIII, que fue la tercera imagen en ser distinguida con la Medalla de Oro de la localidad.
- Capilla de Nuestra Señora de Los Ángeles

Obra del arquitecto Evaristo Román y construida por José Dorante Rincón, fue levantada a principios del siglo XXI en el popular barrio de la Almazara, sobre los terrenos de la antigua almazara de aceite, junto al teatro municipal, en una parcela donada por el Ayuntamiento. Es arquitectura religiosa, moderna, que acoge las imágenes de la Hermandad de Nuestro Padre Jesús en su Entrada Triunfal en Jerusalén, San Juan de la Palma, Nuestra Señora de los Ángeles y Nuestro Padre Jesús de la Esperanza, realizado en 2005 por el Escultor palaciego Juan Manuel Martín García y donado por su familia, Martín García.

### Arquitectura civil

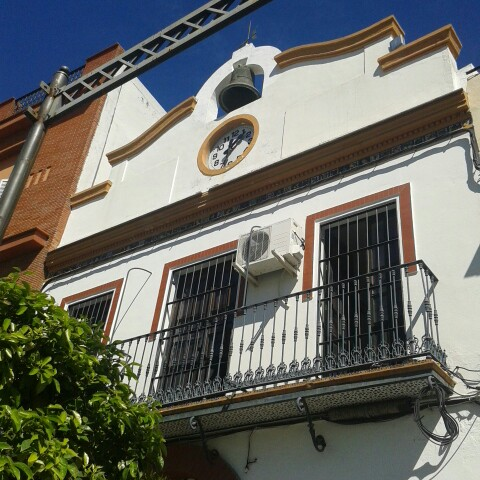
Fachada de la plaza de abastos sita en la plaza de España de la localidad.

Casa de la cultura
Edificio de finales del siglo XIX construido por Francisco Murube a semejanza de la estación ferroviaria de Cercedilla. En el transcurso del siglo XX ha sido utilizada como casa consistorial hasta hace unas décadas. Tras una importante rehabilitación, comenzó a usarse como casa de la cultura. En su interior alberga salas de exposiciones, salas de usos múltiples y salón de actos. Es la sede de la escuela municipal de música y danza de Los Palacios y Villafranca. También destacan de la arquitectura civil dos molinos aceiteros de finales del siglo XVIII, algunas casas hacendadas del siglo XIX y el lugar donde se alzaba el antiguo castillo de Los Palacios, hoy convertida en vivienda doméstica tras su destrucción en 1843.

Ayuntamiento
Este edificio, se construyó en 1986, situado en la plaza de Andalucía -avenida de Cádiz- cuenta con cuatro plantas. En él se encuentran la mayoría de las delegaciones municipales con sus respectivas oficinas para la atención al ciudadano, salón de plenos y el archivo histórico de la localidad.
El 5 de septiembre de 2013 se produjo un incendio en el archivo municipal que quemó varia documentación historia, facturas y documentos claves para la trama de anticorrupción investigada por la fiscalía contra el anterior equipo de gobierno PSOE.
Teatro municipal
Ubicado en el barrio de la Almazara, zona de fácil acceso y aparcamiento, construido en terrenos que pertenecieron a una almazara de aceite y un antiguo colegio, y situado entre las calles Muñoz Seca y Álvarez Quintero, ilustres autores de teatro, muy unidos al palaciego Pedro Pérez Fernández. Este edificio cultural de reciente construcción fue inaugurado con un concierto del guitarrista Manolo Sanlúcar el 11 de enero de 2001 y tuvo un coste superior a los tres millones de euros. Está equipado con los sistemas tecnológicos más actuales y con un cuidado estudio acústico, lumínico, de seguridad y personal técnico, que le permiten un uso polivalente. La parte más destacada del edificio es el cubo, ocupado en su totalidad por el cuerpo técnico que incluye: escenario de 200 m² , caja de resonancia o acústica, foso para orquesta, almacenes para material de escenografía, muelle de carga y descarga con elevador. La altura del cubo hace del edificio el segundo más elevado de la localidad, tras la torre del campanario de la iglesia de Santa María la Blanca.

### Fiestas
Anualmente, se celebran las típicas fiestas dedicadas a las cabalgatas de Reyes Magos (5 de enero en Los Palacios y 6 de enero en Maribañez, Chapatales y El Trobal), entre enero y febrero dependiendo del año el certamen de Carnaval en el Teatro municipal y Pasacalles, y la Feria Agroganadera la semana antes a la feria de Sevilla, en torno a abril. En enero sobre el 20-30 del mes se celebra la procesión en honor del patrón de la localidad, San Sebastián. Hasta hace unos años, en diciembre se celebraba la procesión en honor a la Inmaculada Concepción sobre el 8 de diciembre, figura trasladada en la actualidad a la procesión del Corpus Christi, que suele celebrarse entre finales de mayo y principios de junio, junto con otras imágenes religiosas.
En las pedanías, también se suceden ferias y fiestas patronales, como en Maribañez en septiembre, y El Trobal y Chapatales, actualmente celebrándose a finales de junio la primera y la segunda a finales de mayo, en vez de agosto como anteriormente, celebrándose en honor a Ntra. Sra. de las Marismas en El Trobal, mientras que el resto de las mismas, son de carácter festivo sin procesión complementaria religiosa.
A destacar otras festividades mayores como:
Romería en honor de san Isidro
Es una romería en honor de san Isidro (que no es el patrón de la localidad, el cual es San Sebastián) y se celebra a mediados del mes de mayo y es una romería de interés turístico de Andalucía y donde miles de personas a pie y a caballo acompañan a San Isidro al parque periurbano de "La Corchuela", celebrando ese día con cantes, trajes y comida típica de Andalucía.
Feria de Farolillos
La anterior feria y fiesta dedicada a la Virgen de las Nieves, desde el año 2005 cambió definitivamente su fecha a la última semana de agosto y se celebra principalmente en el recinto ferial de la localidad, donde sucede el ambiente y casetas de feria.
Desde septiembre de 2017, la feria se celebra la última semana del mes, debido a varios factores que hicieron decrecer la asistencia en anteriores ediciones.
Los actos que incluía la feria, así como la procesión de la patrona de la localidad Ntra. Sra. de las Nieves, han quedado fijas en las fechas cercanas al santoral, el 5 de agosto, e incluye eventos relacionados con la gastronomía, el deporte o la doma vaquera o similares.
También, alrededor del 5 de agosto, desde 2005, se celebra la "Verbena de la Patrona", donde se organiza un pequeño evento conmemorativo a Ntra. Sra. de las Nieves, en la explanada de la capilla de la Aurora, y cuyos fondos van destinados a Cáritas. Suple a la feria, que se celebra a finales de septiembre.
Cruces de Mayo
Sobre la primera semana de mayo, diversas calles del pueblo se engalanan con farolillos y menciones a las Cruces de Mayo, donde tienen un fuerte arraigo en la localidad desde hace muchos años, una tradición de fiesta popular y convivencia vecinal. Actualmente, son menos cruces y también las hermandades locales desde hace muchos años, tienen "Pasitos Infantiles" recorriendo las calles.

### Deporte
El municipio contó durante muchos años con un equipo de fútbol en la 3.ª división (grupo 10), la Unión Deportiva Los Palacios, al que perteneció el futbolista Jesús Navas, jugador del Sevilla Fútbol Club durante muchos años y al que ha vuelto actualmente tras militar en las filas del Manchester City Football Club como mediocampista. También en menor medida, el jugador de varios equipos en especial el Betis y el Recreativo de Huelva y posterior entrenador de equipos locales, Joaquín Bornes. También es el lugar de nacimiento de los jugadores internacionales Gavi y Fabián Ruiz Peña.
Existen varios equipos de fútbol como son La Liara Balompié (militando su equipo Sénior en la 2.ª División Andaluza Sénior tras el descenso consumado en la temporada 2017-2018), la A.D. Mosqueo (en la 1.ª Andaluza Sénior de Sevilla), y Los Palacios C.F. (militando en la 2.ª División Andaluza Sénior tras el descenso en la temporada 2018-2019, y descendido a 3.ª División Andaluza Sénior en la temporada 2022-2023 tras una reorganización de categoría por parte de la RFAF) Todos poseen equipos de cantera en sus diferentes categorías.
Desde hace varios años, existe también el Moñigas City, especializado en cantera y donde estuvo militando la jugadora palaciega María Valle, campeona sub-19 en 2022.
También, existe la Escuela de Fútbol de Los Palacios y Villafranca, dirigida especialmente a la cantera, si bien no está federado y juega partidos ocasionales con otros equipos dela 
En las pedanías de Maribañez y El Trobal militan ambos equipos en la categoría de tercera andaluza. El equipo de Maribáñez, se ha convertido en un objeto de docureality producido por Mediaset en 2023, titulado "Maribáñez, el peor equipo del mundo", con Cristóbal Soria entre otros protagonistas, sobre la historia y vivencias del club palaciego y los vecinos de la pedanía. En el año 2011 debido a varias causas, la Unión Deportiva Los Palacios tras cincuenta años de vida, desapareció, siendo su sucesor directo, el equipo Los Palacios C.F., si bien este empieza desde segunda provincial.
Desde 1989, existe el Club Baloncesto Los Palacios, que durante el tiempo de su patrocinio por parte de la cadena Burguer King, se llamó Club Baloncesto Burguer King Los Palacios y disputó la liga provincial. Sus partidos en casa los disputa en el pabellón municipal José Moral. Actualmente, está sin patrocinador y se vuelve a llamar CB Los Palacios.
Hay otro equipo de baloncesto desde 2013 llamado CB La Unión , o CB Quijote en la actualidad. Tanto el primero como este militan en la liga provincial, el primero en el grupo C y el segundo en el grupo A. Ambos tienen cantera. Disputa también sus partidos locales en el José Moral. El club sénior desapareció de la competición de baloncesto (yendo algunos de sus jugadores al CB Los Palacios) y el resto, sigue en cantera, desde la temporada 2017-2018.
En el citado pabellón municipal José Moral también tiene su sede el Club Balonmano Los Palacios, donde juega en liga provincial.
En el pabellón municipal José Moral también disputa sus partidos el Multisport Fútbol Sala, junto a su cantera, así como otros deportes donde tenga uso dicho pabellón.
Desde 2021, hay un nuevo equipo de fútbol sala, fruto de la fusión del Multisport y del Moñigas City, llamado "Destino Gastronómico Los Palacios y Villafranca Fútbol Sala", y que jugará en la división provincial de Sevilla.
Consta también de una zona polideportiva anexa al Pabellón José Moral en la avenida de Cádiz - Horcajo junto a piscinas de natación públicas donde también se disputan trofeos en temporada estival, y otro Pabellón multiusos con polideportivo, llamado Jesús Navas en honor al futbolista palaciego, con varias pistas deportivas.
En atletismo, pruebas como La Media Maratón Internacional Sevilla-Los Palacios, milla urbana o carrera nocturna La Mistela son citas importantes del atletismo palaciego y en septiembre suele celebrarse en el parque de las Marismas y Maribañez la Duatlón Club Atletismo Palaciego, y la afición al atletismo derivada de la citada Media Maratón (promovida por ADS Sevilla y José Moral, antiguo concejal de deportes del Ayuntamiento local), hicieron que desde 2001 esté el Club Atletismo Palaciego y posteriormente otros clubs de atletismo como el MTB La Unión o el Villafranca.
En el mes de agosto se disputa el Trofeo Ciclismo de Feria, promovido por el Club Ciclista Los Palacios y con mucha tradición, celebrada en la avenida de Utrera, aunque ha ido cambiando de recorrido en las últimas ediciones.
Derivado de las actividades de feria también surgió el "Trofeo Marismas", habitualmente triangular o cuadrangular organizado por la UD Los Palacios y en la actualidad por Los Palacios CF, llevando más de 45 ediciones.
La Liara por su parte, tiene el "Trofeo Villa de Los Palacios", celebrándose también a final de mes de agosto.
A lo largo del año hay diversas liguillas de fútbol sala y de fútbol 7 con los clásicos campeonatos de 24 y 48 horas, y clubs de fútbol de jugadores veteranos que juegan en ligas provinciales.

### Gastronomía
Los Palacios se caracteriza por tener una de las mejores gastronomías de la zona, siendo un lugar de restauración muy reconocido en toda la provincia. Cuenta con varios restaurantes de gran calidad, así como muchas tabernas y bares donde degustar excelentes tapas. Es muy conocido por sus tomates por toda Andalucía

#### Platos típicos
- Tomate de Los Palacios aliñado. Consiste en tomate natural troceado con aceite. vinagre y sal.
- Fritada de tomate El 15 de junio de 2013 el nombre de Los Palacios y Villafranca entra en el libro Guinness World Records gracias a la elaboración de una "Fritá" con productos locales de 2662 kg de peso neto. Hicieron falta 5500 kg de tomates de la variedad "Matías", 150 litros de aceite de oliva virgen extra, 200 kg de pimientos, 20 kg de ajo, 400 kg de cebolla y 15 kg de sal, además de tomillo, azúcar, chile y hierbabuena.
- Ajo frito.
- “Sopeao”
- Pachocha
- Arroz con perdiz
- Ajo "meneao"
- "Comida". Es un cocido de garbanzos, habichuelas blancas o ambas legumbres, guisadas con carne, tocino, morcilla y chorizo, y alguna verdura como la acelga y el cardo.
- Tortilla de espárragos trigueros
- Gazpacho se utiliza tomate, pimiento, pepino, sal, vinagre, agua, cebolla, ajo pero no mucho
- Criadilla del campo
- Periñaca (pimientos aliñados)
- "La Calabaza" (calabaza, garbanzos, acelgas, pimentón, morcilla, tocino, codillo y costillas)
- Albures, en adobo o a la plancha.
- Sopa de tomate
- Caldereta de pavo o cordero
- Caracoles (Son propios de la primavera y el verano. Son blancos y finos, muy característicos. Se preparan con ajos, laurel, hierbabuena, especias surtidas y sal)
- Puchero caldo de carne y tocino que se sirve generalmente acompañado de arroz o fideos cocidos en el propio caldo. También se le incorpora en el  plato hierbabuena para aromatizar.

#### Dulces
- Pestiño
- Tortas "doblás" de aceite
- Torrija
- Poleá (gachas dulces)
- Roscos fritos (Se hacen con pan, vino blanco, huevos y miel)
- Arroz con leche (canela, arroz, azúcar, leche)
- Bizcocho (aroma de vainilla, canela, huevos, leche, yogur de limón, azúcar y aceite)

## Transporte

### Líneas de autobuses
Los Palacios se encuentra muy bien comunicada tanto con la capital y los municipios de su entorno como con otros municipios del sur de la provincia ya fuera del área metropolitana y también de la provincia de Cádiz.
Pasan por el municipio las líneas que van y vienen de Sevilla y se dirigen a Arcos de la Frontera, Ubrique, Trebujena, Chipiona y Sanlúcar en la provincia de Cádiz, Ronda, en la provincia de Málaga, y Las Cabezas de San Juan y Lebrija en la provincia de Sevilla, además de las líneas hacia las vecinas ciudades de Utrera, Dos Hermanas y la línea metropolitana M-134 que une el centro de Sevilla con la ciudad en poco más de 30 minutos, con una frecuencia que varía según si es entre semana o festivos, siendo el primero a las 6.45 u 8.30 desde Los Palacios y el último a las 21.45 o 22.45 desde Sevilla, también variando si es horario de verano o de invierno, y se ha instalado recientemente un nuevo servicio nocturno que circula a las 0.30 de Sevilla a Los Palacios, siendo el primero a las 6.30.
Desde 2018 la compañía DAMAS es la empresa de autobuses que explota la concesión de la línea así como la de trayectos que van a Chipiona, Ronda y Arcos - Ubrique.

### Carreteras
| E-5 AP-4     | Autopista del Sur: Dos Hermanas - Jerez de la Frontera - Cádiz. Abierta al público el 1 de enero de 2020.        |
| E-5 A-4 N-IV | Autovía del Sur (Antigua N-IV): Madrid - Córdoba - Sevilla - Jerez de la Frontera - Cádiz                        |
| A-362        | Utrera - Los Palacios y Villafranca                                                                              |
| SE-9010      | Los Palacios y Villafranca - El Trobal                                                                           |
| SE-9020      | Los Palacios y Villafranca - Los Chapatales - Pinzón                                                             |
| SE-9023      | Los Palacios y Villafranca - Enlaza con la SE-9024 que llega hasta el polígono industrial La Isla (Dos Hermanas) |

## Localidades hermanadas
- Tifariti, Sahara Occidental (1998)[17]
- Los Palacios, Cuba (1991)[18]
- Saint-Colomban, Francia (1990)[19]
- Rivanazzano Terme, Italia (2004)[20]
- Santa Fe, Estados Unidos (1996)[21]

## Personas notables
- Andrés Bernáldez
- Miguel Muruve y Galán
- Joaquín Romero Murube
- Jesús Navas González, futbolista
- Fabián Ruiz Peña, futbolista
- Gavi (futbolista), futbolista
- José Antonio Rueda, piloto de motociclismo